# 神秘果

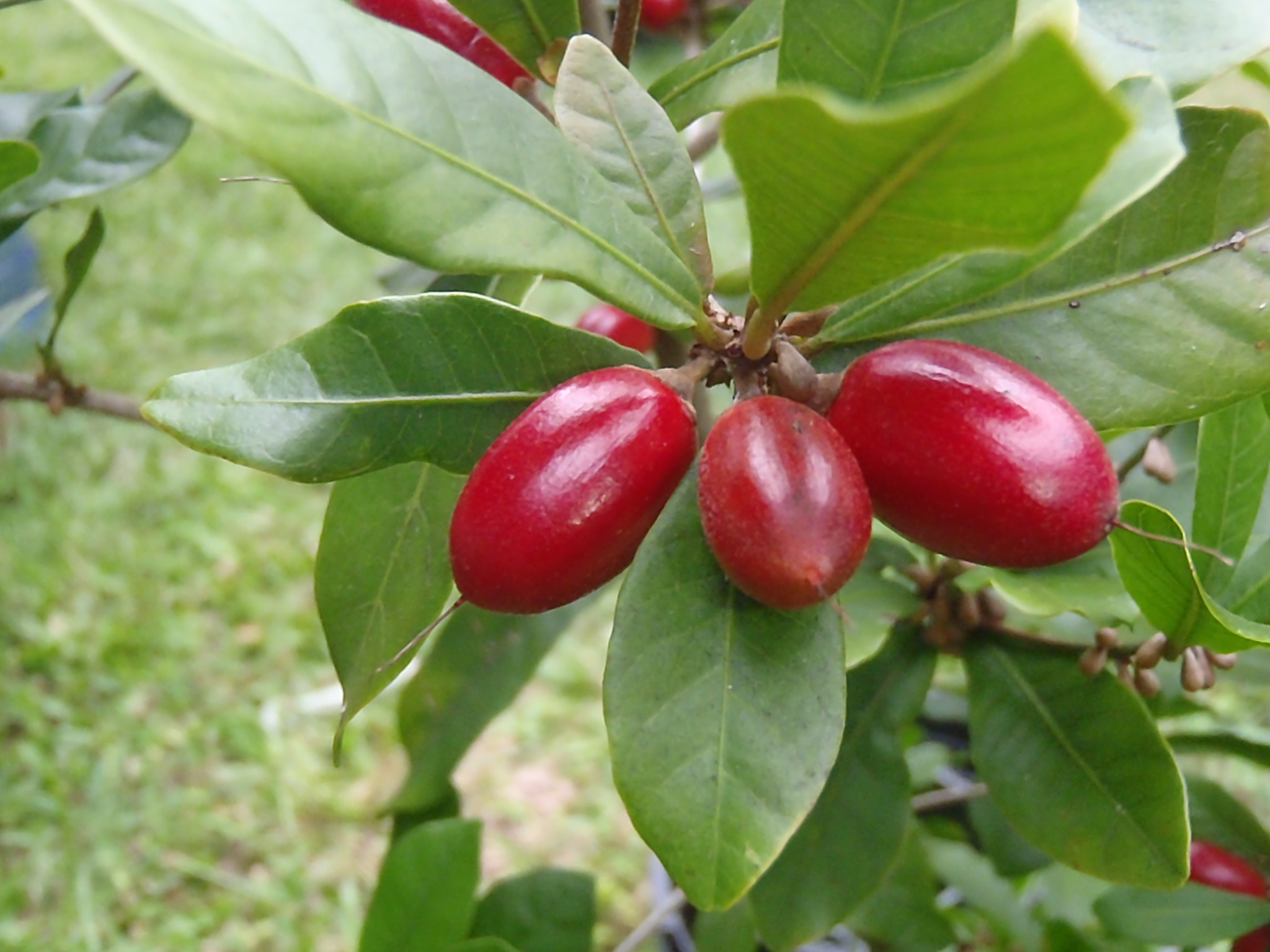

神秘果（学名：Synsepalum dulcificum），又名变味果、蜜拉聖果，屬於山欖科神秘果屬多年生矮生灌木，原產於西非熱帶地區，1960年代引入后，在廣東、廣西、雲南、海南、台湾等地都有種植。其他地区如越南、菲律賓、馬來西亞也有栽種。
常绿灌木或小乔木，高約2－3米，分枝多，短而密集，形成紧密的树冠；倒卵形革質叶子互生，单生或簇生于果枝叶腋间。
神秘果的花在枝條上著生，一年有两次明显的花果期（第一次2－3月盛花、4－5月果熟，第二次4－5月盛花，6－7月果熟），全年都有少量花果出现；小漿果外表光滑，未熟時青裏帶紅，直徑0.6至1cm似花生米，成熟時呈橙紅色，果實尾端有一根較強的小鋼毛，只有一層薄薄的果肉。
神秘果的果肉酸澀，但內含有神秘果蛋白，吃了神秘果半小時內，接着吃其他酸性水果，會覺得这些酸水果不再是酸味，而变为甜味，故名神秘果。另外其籽大而苦，葉可泡茶，樹形美觀，也可作盆景。

## 食用方法
神秘果果實內覆一籽，食用時僅吃外部果肉，果皮富含花青素可吃入，外層果肉吃完，將保留完整的籽吐出(若不慎咬破會產生苦味，變味效果受影響)。
再來吃富含水果酸的水果，如檸檬、蘋果、番茄、鳳梨、芒果、百香果等，水果味覺會轉化至可口香甜。
變味效果持續30~200分鐘(依個人味蕾差異有所不同)。欲中斷變味效果，飲溫熱水即可使味覺回復。

## 醫療應用潛力
從2006-2012年研究論文不斷發現, 神秘果具有深厚的醫療應用潛力，如：
1.解決胰島素抗性：在2006年11月的植物療法研究期刊研究發現，神秘果蛋白可以提高老鼠胰島素的敏感性，解決二型糖尿病胰島素抗性問題；
2.抗氧化清除自由基：2009年中華民國屏東科技大學生物科技研究所研究發現，神秘果應用於自由基的清除，具有良好的抗氧化效果，且餵食高血糖的老鼠，降血糖表現良好；
3.改善化療患者味覺：2010年美國西奈山腫瘤醫療研究中心臨床實驗發現，神秘果應用在化學療法患者的味覺具有良好的改善效果，是天然的助食劑；
4.降尿酸緩解決痛風：2012年中華民國嘉義大學的食品科學研究實驗發現，神秘果具有降尿酸的效果。

## 營養價值

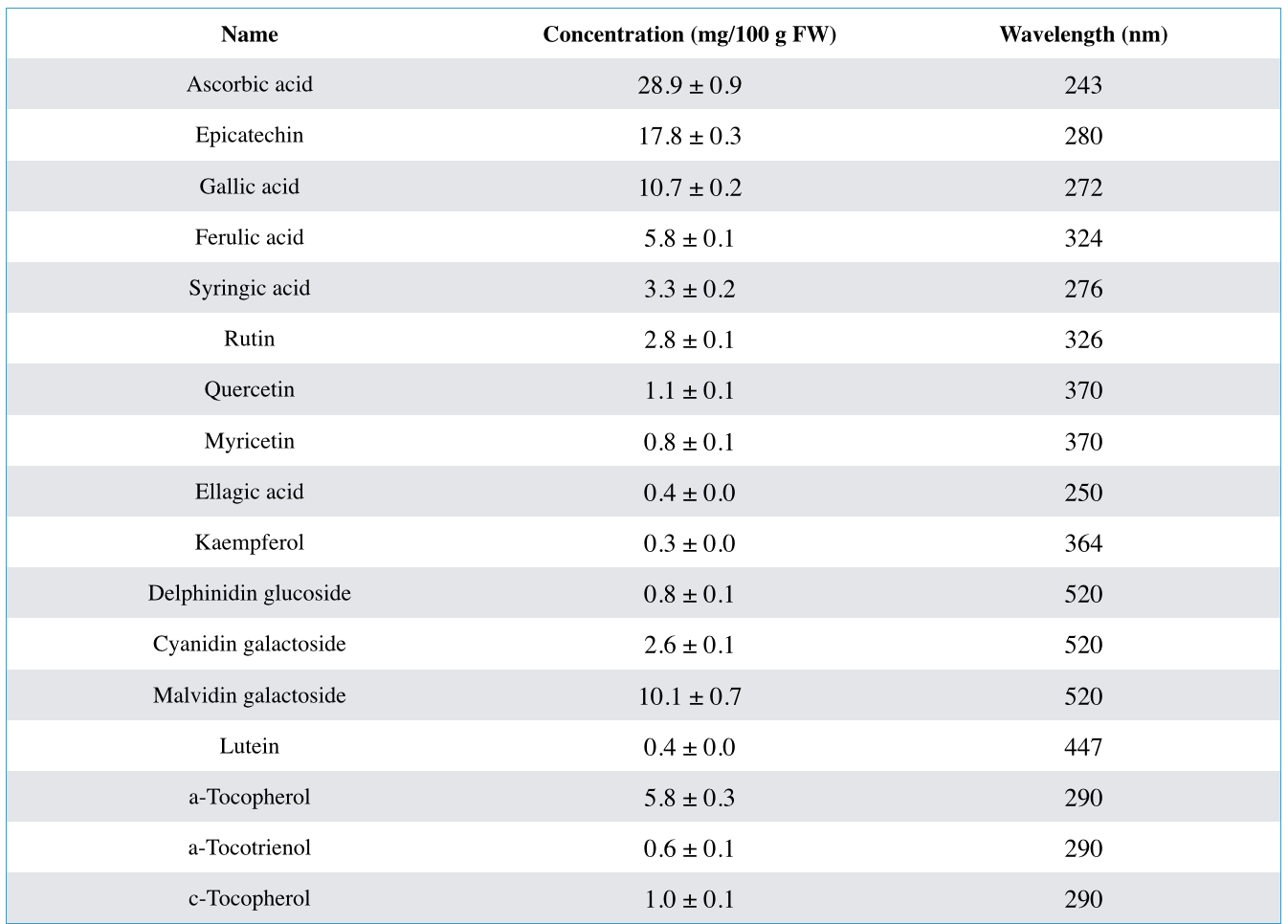
神秘果抗氧化成份

神秘果的富有抗氧化成份，其中含量最高的分別為維生素C、兒茶素、沒食子酸，除此之外還有多種有機酸與酚類的抗氧化營養，其成份皆為抗氧化劑，有益於人體健康所需。
以沒食子酸為例，有具於抑制造成阿茲海默症與帕金森氏症的類澱粉蛋白。